# Lina Posada
Lina Posada, född 13 mars 1985, är en colombiansk fotomodell och designer från Barranquilla, Colombia. Hon är mest känd för sina framträdanden i Bésame och Espiral:s underklädeskollektion. Posada har även stått modell för Paradizia Swimwear, Babalú Swimwear och Ujeans samt många andra.